# Marquesado de Esteva de las Delicias
El marquesado de Esteva de las Delicias es un título nobiliario español creado por el rey Fernando VII el 11 de julio de 1833 a favor de José Buenaventura Esteva y Corps, brigadier de las milicias de caballería de La Habana y senador del reino. Era hijo de Gabriel Esteva y Samara y de su esposa, Mariana Corps Escofet.
Fue durante el reinado de Isabel II que le fue otorgado a este título la grandeza de España, el 22 de diciembre de 1866, para el mismo titular.

## Marqueses de Esteva de las Delicias
|                           | Titular                                          | Periodo                   |
| Creación por Fernando VII | Creación por Fernando VII                        | Creación por Fernando VII |
| ------------------------- | ------------------------------------------------ | ------------------------- |
| i                         | José Buenaventura Esteva y Corps                 | 1833-1867                 |
| ii                        | José Esteva García de Carballo                   | 1868-1882                 |
| iii                       | María de los Dolores Esteva y García de Carballo | 1882-1890                 |
| iv                        | Eduardo González de Estéfani y Esteva            | 1890-1892                 |
| v                         | Carlos González de Estéfani y Esteva             | 1894-1921                 |
| vi                        | Juliana González de Estéfani y López             | 1926-1926                 |
| vii                       | Eduardo Autrán y Flórez de Losada                | 1927-1974                 |
| viii                      | José Antonio Autrán y Flórez de Losada           | 1975-1988                 |
| ix                        | José Antonio Autrán y Arias-Salgado              | 1988-2018                 |
| x                         | José Antonio Autrán Castel                       | 2019-actual               |

## Historia de los marqueses de Esteva de las Delicias
- José Buenaventura Esteva y Corps (1786-29 de diciembre de 1867), i marqués de Esteva de las Delicias,[1] conde palatino.

Se casó el 14 de marzo de 1817 con Felipa García de Carballo y Gómez (m. 26 de octubre de3 1829). Le sucedió su hijo:
- José Esteva y García de Carballo (m. 27 de marzo de 1882), ii marqués de Esteva de las Delicias.[1] Sin descendientes. Le sucedió su hermana:

- María de los Dolores Esteva y García Carballo (1820-16 de diciembre de 1890), iii marquesa de Esteva de las Delicias.[1]

Contrajo matrimonio el 8 de febrero de 1838 con Antonio González de Estéfani y Autrán (1800-18 de noviembre de 1860). Le sucedió su hijo:
- Eduardo González de Estéfani y Esteva (m. 1892), iv marqués de Esteva de las Delicias.[1] Sin descendientes. Le sucedió su hermano:

- Carlos González de Estéfani y Esteva (1854-30 de agosto de 1921), v marqués de Esteva de las Delicias.[1]

Se casó el 2 de diciembre de 1906 con Isidra López Alonso. Le sucedió su hija:
- Juliana González de Estéfani y López,(1891-¿?) vi marquesa de Esteva de las Delicias.[2][a] Fue desposeída del título en 1926. Le sucedió su primo hermano, sobrino de su padre:[1]

- Eduardo Autrán y Flórez de Losada (1900-3 de enero de 1974), vii marqués de Esteva de las Delicias.[1]

Se casó con María Teresa Arias-Salgado y Jáudenes (1903-1991). Sin descendientes. Le sucedió:
- José Antonio Autrán y Flórez de Losada (1903-29 de enero de 1988),[1] viii marqués de Esteva de las Delicias.

Se casó con María de los Dolores Arias-Salgado y Jáudenes (1904-120 de septiembre de 1990). Le sucedió su hijo:
- José Antonio Autrán y Arias-Salgado (1929-2018[3]), ix marqués de Esteva de las Delicias,[4] vicepresidente de la Federación Hípica de Castilla y León.[5]

Contrajo matrimonio el 3 de octubre de 1988 con María Elena Castel Kaibel. Le sucedió su hijo:
- José Antonio Autrán Castel, x marqués de Esteva de las Delicias.[6]